# Caterina va en ville
Pour plus de détails, voir Fiche technique et Distribution.
Caterina va en ville (titre original : Caterina va in città) est un film italien réalisé par Paolo Virzì, sorti en 2003.

## Synopsis
Caterina lacovoni est une adolescente timide et naïve qui vit à Montalto di Castro. Son père Giancarlo enseigne la comptabilité au lycée, tandis que sa mère, Agata, est femme au foyer. Cependant, le père décide de demander un transfert à Rome. Quelques jours avant de commencer l'école, Caterina a déménagé avec sa famille à Rome dans la maison de ses grands-parents paternels décédés, habitée uniquement par une tante âgée de son père nommée Adelina et son soignant. Dans cette grande ville, Caterina a fréquenté la huitième année de l'école que son père avait fréquentée trente ans plus tôt.
La classe où elle est placée est divisée en deux : d'un côté des garçons qui sympathisent avec la gauche, menés par Margherita, de l'autre un groupe de filles qui sympathisent avec la droite, dont la leader est Daniela, fille d'un député de l'Alliance nationale. Caterina, qui entre en contact avec des idéologies dont elle n'avait même pas entendu parler auparavant, vit une forte amitié avec Margherita, qui se termine lorsque son père les surprend en train de se saouler et de se faire tatouer. Après une période de perplexité, Caterina, presque sans s'en rendre compte, passe dans le monde de Daniela, faisant la fête et le luxe. C'est ainsi que naissent les premiers amours de Caterina : d'abord un cousin snob de Daniela, avec qui elle rompt lorsque sa mère, sous prétexte, les fait partir, puis Edward, un garçon australien qui vit dans l'appartement en face du sien.
Caterina, cependant, rompt également avec le monde de Daniela lorsqu'elle l'entend, elle et ses amis, la considérer comme une "perdante" pour avoir rompu avec le cousin de Daniela et pour être démodée. À cause de cette histoire, pendant l'heure d'éducation physique, une petite bagarre a lieu entre Caterina et Daniela, dans laquelle Margherita va également s'impliquer pour défendre Caterina. Caterina s'enfuit donc et est recherchée par la police. Il rentre spontanément chez lui après avoir finalement rencontré le garçon australien. Pendant ce temps Giancarlo, déçu par le monde dans lequel il vit et par l'échec de ses tentatives de publication de romans érotiques (également ignoré par la mère de Margherita qui est éditrice et qui aurait pu l'aider), découvre que sa femme le trompe avec son ami d'enfance et s'enfuit à moto sans plus donner de ses nouvelles. A la fin de l'année, Caterina réussit ses examens de huitième année et partit en vacances avec sa mère après avoir dit au revoir à Edward avec un baiser d'adieu (il serait retourné en Australie avec sa mère pour se réconcilier avec son père) et quelques années plus tard elle a couronné son grand rêve : entrer à l'Académie nationale de Santa Cecilia.

## Fiche technique
- Titre : Caterina va en ville
- Titre original : Caterina va in città
- Réalisation : Paolo Virzì
- Scénario : Francesco Bruni, Paolo Virzì
- Musique : Carlo Virzì
- Classification :
  -  France : tous publics[1]

## Distribution
- Alice Teghil (it) : Caterina
- Sergio Castellitto (VF : Marc Saez) : Giancarlo Iacovoni
- Margherita Buy (VF : Laurence Breheret) : Agata Iacovoni
- Federica Sbrenna: Daniela Germano
- Carolina Iaquaniello : Margherita Rossi Chaillet
- Claudio Amendola : Manlio Germano
- Zach Wallen : Edward
- Martino Reviglio : Gianfilippo
- Giulia Elettra Gorietti : Giada
- Margherita Mazzola : Martina
- Martina Tasquetta : Alessia
- Galatea Ranzi : mère de Margherita
- Flavio Bucci : Lorenzo Rossi Chaillet
- Silvio Vannucci (VF : Constantin Pappas) : Fabietto Cruciani
- Renata Orso Ambrosoli : tante Adelina
- Lorenzo Federici : Gianfilippo
- Raffaele Vannoli : Marcello
- Luisella Boni : Andreina, la mère de Gianfilippo
- Roberto Benigni : lui-même
- Michele Placido : lui-même
- Corrado Fortuna : lui-même

source VF